# Adromischus cristatus
Adromischus cristatus es una especie de planta suculenta perteneciente a la familia Crassulaceae, endémica de la Provincia Oriental del Cabo de Sudáfrica.

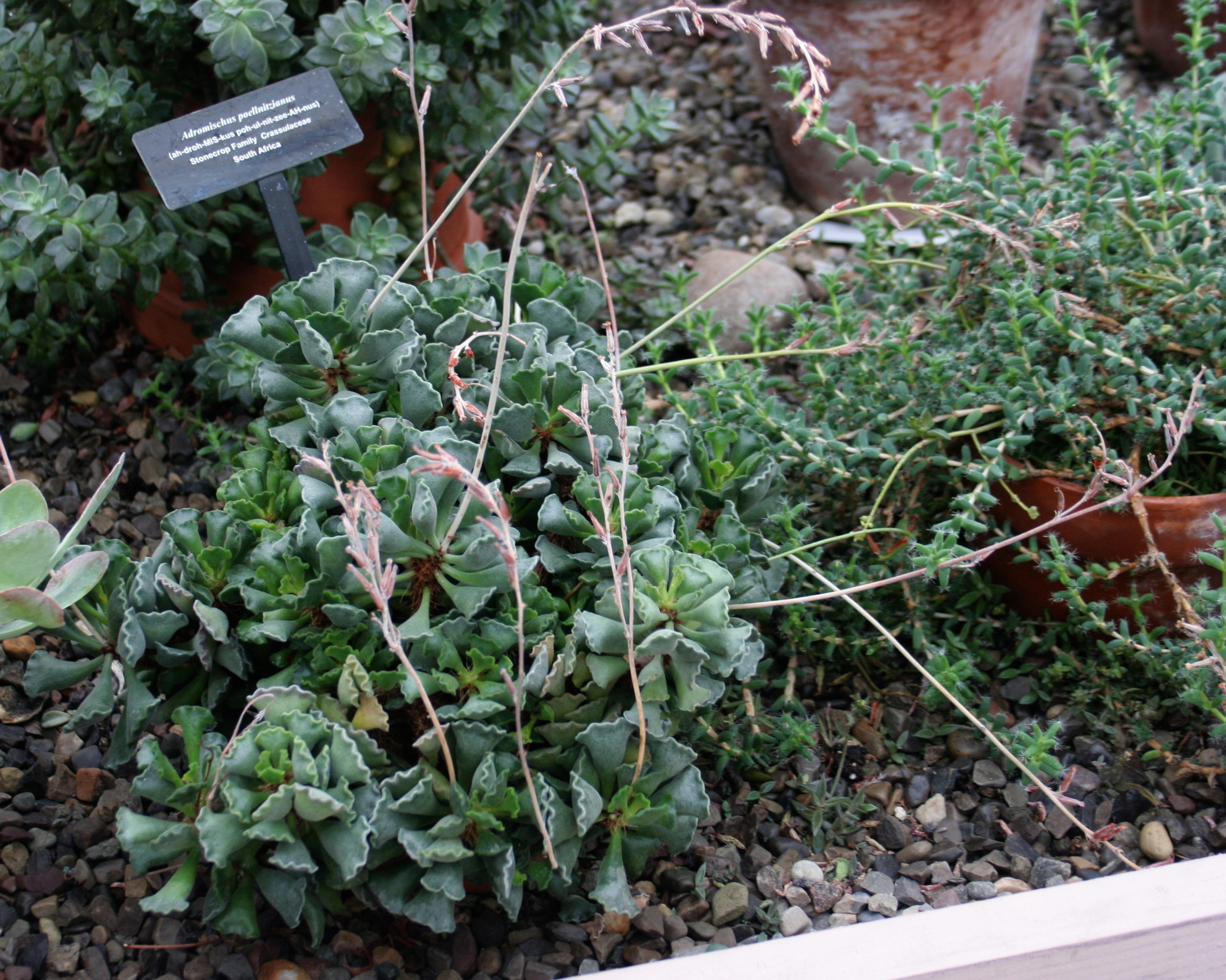
Vista de la planta

## Descripción
Es una planta perenne con ramas erectas cortas de 20-50 mm de largo, cubiertas con raíces aéreas finas. Las hojas son de color verde a gris-verde, con margen ondulado, y generalmente miden 20-40 x 5-13 mm. Durante la primavera, brotan tallos largos y estrechos para sus flores, que son de forma tubular y de color blanco con toques de rojo.

## Taxonomía
Adromischus cristatus fue descrita por (Haw.)  Lem.   y publicado en Jardin Fleuriste 2(Misc.): 60. 1852.
Etimología
Adromischus: nombre genérico que deriva de las palabras griegas: adro = "grueso" y mischus = "tallo".
cristatus: epíteto latino que significa "con cresta".
Sinonimia
- Cotyledon cristata Haw.[3]